# Basileuterus lachrymosus
Basileuterus lachrymosus (лат.) — вид воробьиных птиц из семейства древесницевых. Подвидов не выделяют.

## Распространение
Ареал простирается от севера Мексики до северо-запада Никарагуа.

## Описание
Длина тела 15 см. Масса 10-21 г. Половой диморфизм не выражен. Передняя часть головы черноватая, с заметным жёлтым пятном на макушке, белым пятном и узкими белыми полумесяцами у глаз. Задняя часть кроющих ушей, затылок и верхняя часть тела, включая хвост, тёмно-серые, со слабым оливковым оттенком на спине. Хвост длинный и градуированный, с белыми кончиками перьев. Горло и низ жёлтые, насыщенный желтовато-коричневый блеск на боках, нижние кроющие перья хвоста белые.

## Биология
Питаются насекомыми и другими беспозвоночными. Гнездо представляет собой открытую чашу из сухих листьев, травы и хвои, спрятанную на земле, часто под опавшей листвой.